# 羅斯尼夫卡
49°56′15″N 23°15′5″E / 49.93750°N 23.25139°E
羅斯尼夫卡（烏克蘭語：Роснівка），是烏克蘭的村落，位於該國西部利沃夫州，由亞沃里夫區負責管轄，始建於1400年，面積0.62平方公里，海拔高度213米，2001年人口207，人口密度每平方公里334.95人。